# Чесноковка (нижний приток Сургута)
Чесноковка — река в Сергиевском районе Самарской области России. Устье реки находится в 7 км по левому берегу реки Сургут, около посёлка Суходол. Истоки — в Теняевском лесу, в урочище Пионер. Длина реки составляет 12 км, площадь водосбора — 38 км².

## Данные водного реестра
По данным государственного водного реестра России относится к Нижневолжскому бассейновому округу, водохозяйственный участок реки — Сок от истока и до устья, речной подбассейн реки — подбассейн отсутствует. Речной бассейн реки — Волга от верховий Куйбышевского вдхр. до впадения в Каспий.
Код объекта в государственном водном реестре — 11010000612112100005907.